# Forschungen und Fortschritte
Forschungen und Fortschritte war ein Nachrichtenblatt der deutschen Wissenschaft und Technik (anfangs: Korrespondenzblatt ...), das erstmals 1925 und letztmals 1967 erschien. 

## Geschichte
Das Korrespondenzblatt wurde 1925 von Karl Kerkhof gegründet. Ab 1929 erschien das Korrespondenzblatt auch in Spanisch (Investigación y Progreso, Madrid), ab 1935 in Englisch (Research and Progress, London) und später noch in Chinesisch (teilweise Wiedergabe in: Chinesische Vierteljahrsschrift des Deutschland-Institutes Peking).
Es erschienen 41 Jahrgänge der Zeitschrift:
- 1 1925 – 21 1945, 1/6 (Jan./Febr.)
- 21/23 1947, 1/3 (April) – 26 1950
- 27 1953 – 41 1967

## Herausgeber
- Akademie der Wissenschaften der DDR.
- Akademie der Wissenschaften zu Göttingen.
- Heidelberger Akademie der Wissenschaften.
- Sächsische Akademie der Wissenschaften zu Leipzig.
- Bayerische Akademie der Wissenschaften.
- Österreichische Akademie der Wissenschaften (bis 21 1945: Kaiserliche Akademie der Wissenschaften in Wien[3][4]).

## Rezeption
Im englischen Journal Nature wurde das Blatt 1935 dafür kritisiert, dass die Beiträge mit „nur zwei bis drei Seiten“ kurz seien, die Behandlung oberflächlich und populärwissenschaftlich. Es sei nicht sehr beeindruckend.